# Nikolaevka
Nikolaevka (bulgariska: Николаевка) är ett distrikt i Bulgarien.   Det ligger i kommunen Obsjtina Suvorovo och regionen Oblast Varna, i den östra delen av landet, 400 km öster om huvudstaden Sofia.
Trakten runt Nikolaevka består till största delen av jordbruksmark. Runt Nikolaevka är det ganska glesbefolkat, med 43 invånare per kvadratkilometer.